# Malvicino
Malvicino (piemontesisch Mavzin) ist eine Gemeinde in der italienischen Provinz Alessandria (AL), Region Piemont.

## Lage und Einwohner
Die Gemeinde Malvicino liegt rund 50 km südwestlich von der Provinzhauptstadt Alessandria entfernt. Das Gemeindegebiet umfasst eine Fläche von 8 km² und hat 78 (Stand 31. Dezember 2023) Einwohner.
Die Nachbargemeinden sind Cartosio, Montechiaro d’Acqui, Pareto, Ponzone und Spigno Monferrato.

## Bevölkerungsentwicklung
Die Gemeinde zählt zu den kleinsten Gemeinden von Italien, gemessen an ihrer Einwohnerzahl.

## Geschichte
Sein Name geht mit seiner Bedeutung wahrscheinlich auf einen Nachnamen zurück. Die erste Erwähnung des Namens stammt aus dem Jahr 1217 und wird in der anthroponymischen Komponente „de Malvisino“ erwähnt. Erbaut in der Antike, vielleicht sogar schon von den Römern bewohnt. Die zuverlässigsten und ältesten Nachrichten über Malvicino stammen aus dem Jahr 1179, als die alte Pfarrkirche San Michele, die immer noch existiert, im „Privileg“ von Papst Alexander III. für das Kloster San Quintino di Spigno erwähnt wird.
Im 10. Jahrhundert wurde es von der Familie Aleramici belehnt und später Teil der Gerichtsbarkeit der nahegelegenen Städte Ponzone und Spigno Monferrato unter der Herrschaft der Markgrafen von Ponzone. Ende des 13. Jahrhunderts wurde es in den Besitz der Herrschaft der Gemeinde Genua eingegliedert, die die Belehnung den Markgrafen von Carretto übertrug. Um 1483 geriet Malvicino in Spignos politischen Einflussbereich. Schließlich verkaufte das Reich 1724 die Markgrafschaft Spigno an die Savoyer.

## Sehenswürdigkeiten
- Die Überreste einer antiken Burg.
- Die Pfarrkirche San Michele Arcangelo aus dem 18. Jahrhundert.[4]
- Ein Glockenturm aus dem 14. Jahrhundert, der einzige Überrest einer alten Kirche, die im Laufe der Jahrhunderte zerstört wurde.

## Kulinarische Spezialitäten
In Malvicino wird Weinbau betrieben. Die Beeren der Rebsorten Spätburgunder und/oder Chardonnay dürfen zum Schaumwein Alta Langa verarbeitet werden. Die Sorte Barbera wird zur Erzeugung des Barbera del Monferrato angebaut.